# Nosy Varika (stad)
Nosy Varika is een dorp (commune rurale of kaominina) in het gelijknamige district Nosy Varika in de regio Vatovavy-Fitovinany in het zuidoosten van Madagaskar.
Nosy betekent "eiland" en Varika is de lokale naam voor de bruine maki. De naam verwijst naar het verleden, want Nosy Varika is al lang geen eiland meer en maki's komen er niet meer voor.

## Geografie
Nosy Varika ligt aan de oostkust van Madagaskar, aan de RN 11 op ongeveer 130 kilometer ten noorden van Mananjary. Ten westen van de plaats stroomt het Canal des Pangalanes en ten noorden de rivier de Sakaleona. Op 7 kilometer van de plaats bevindt zich het Alanampotsymeer en op 107 kilometer afstand de hoogste waterval van Madagaskar; de Cascade de Sakaleona.
Nosy Varika bestaat uit twee delen; een kleine kern aan het water en een grotere kern ten zuidzuidoosten daarvan. De plaats heeft een markt en een haventje aan het Canal des Pangalanes. Verder zijn er onder andere een katholieke kerk, een lagere en een middelbare school en een medische post. Ongeveer 75% van de bevolking werkt in de visserij. Daarnaast werkt 20% als akkerbouwer, waarbij rijst het belangrijkste gewas is met daarnaast koffie, lychee en peper. 2% werkt in de veeteelt (het hoeden van zeboes) en 3% werkt in de dienstensector.

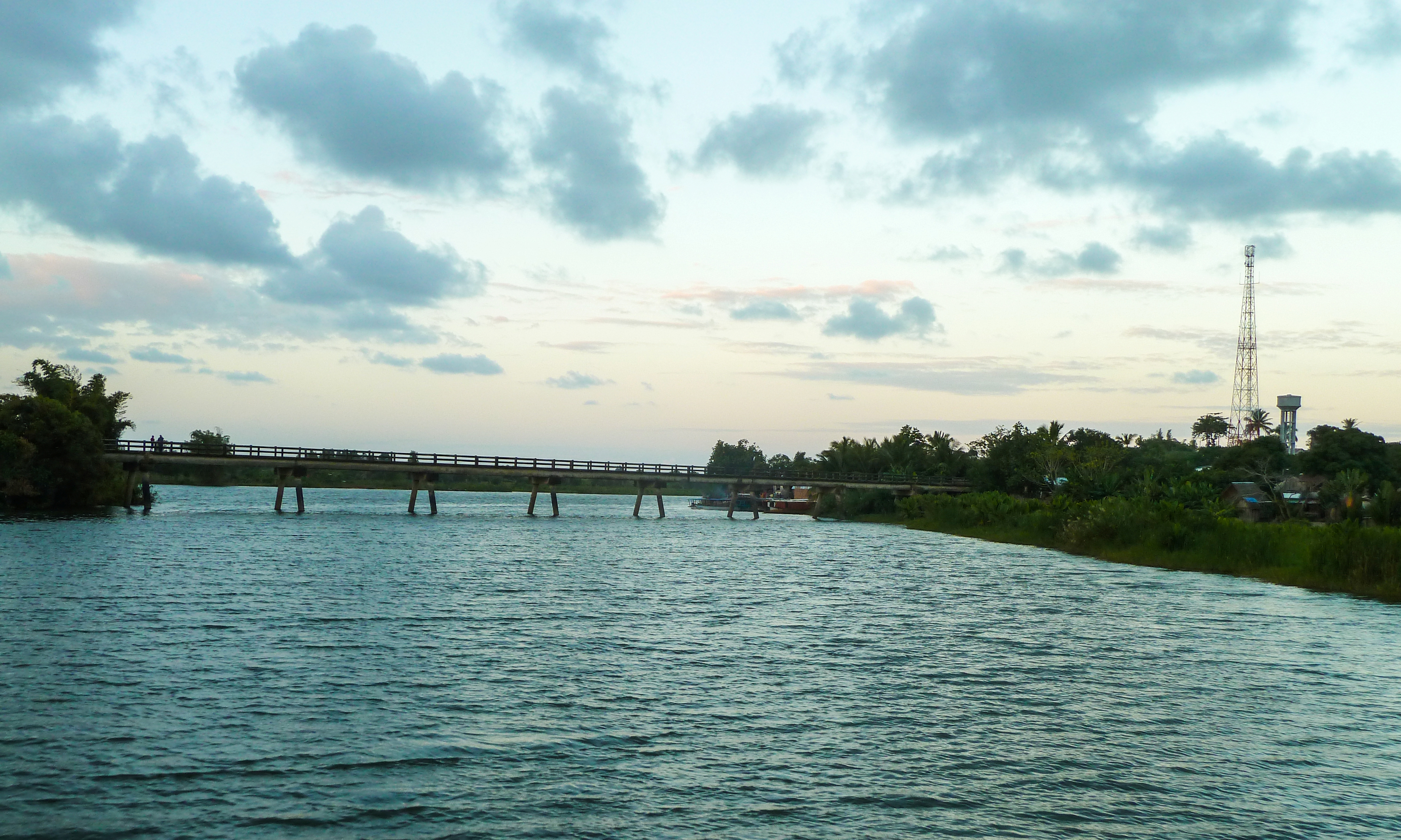
Brug over het Canal des Pangalanes met rechts Nosy Varika
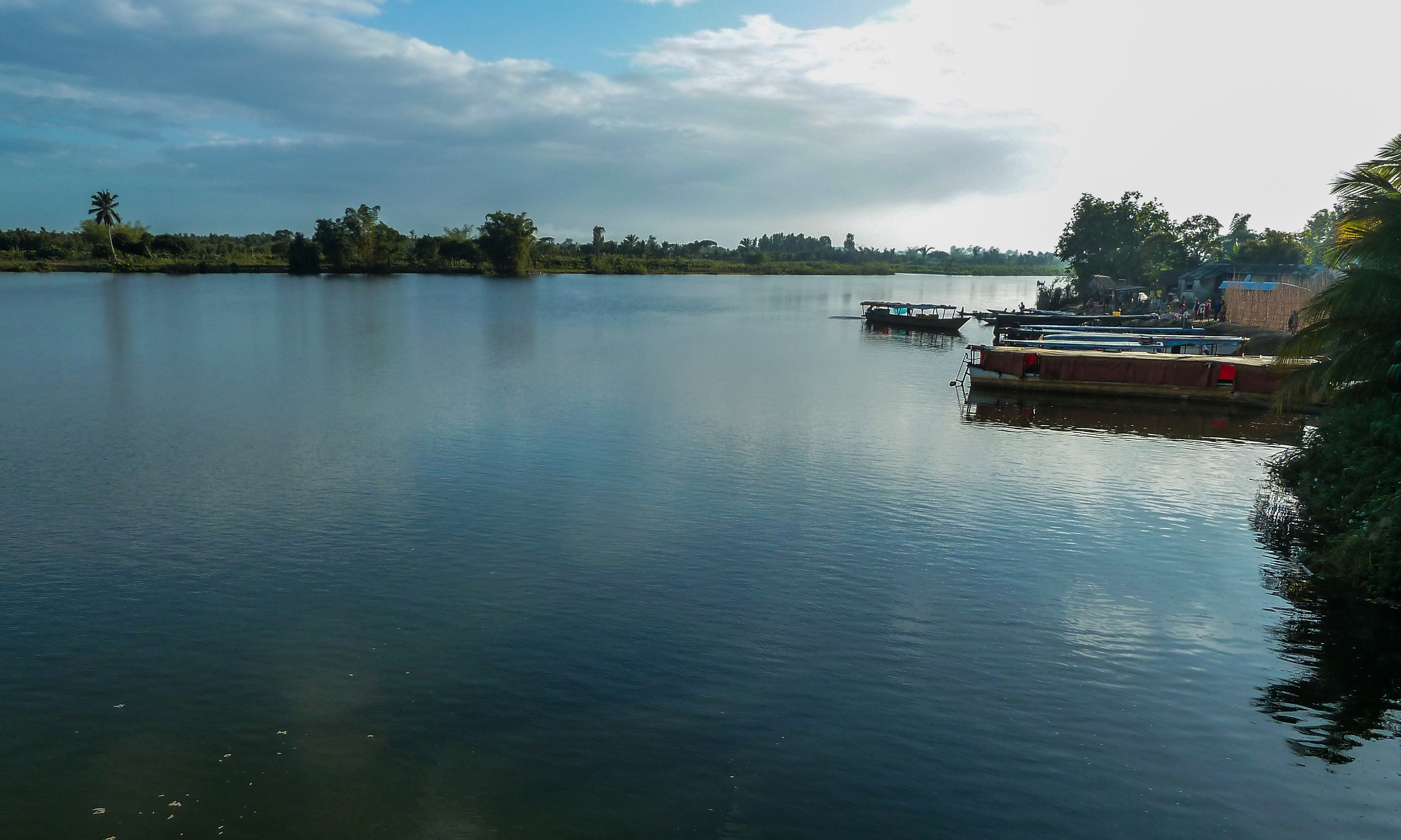
Schepen in het haventje van Nosy Varika

- Library of Congress Control Number: n96900673
- Nationale Bibliotheek van Israël: 987007535502105171
- Virtual International Authority File: 144418658